# Angela Haardt
Angela Haardt (* 24. Oktober 1942 in Darmstadt) ist eine deutsche Kuratorin für Medienkunst. Sie war von 1990 bis 1997 Leiterin der Internationalen Kurzfilmtage Oberhausen.

## Leben
Angela Haardt wurde am 24. Oktober 1942 in Darmstadt geboren und wuchs dort auf.
Sie studierte Germanistik, Polonistik und philosophische Ästhetik in München.
Im Jahr 1972 gehörte Haardt zu den Gründungsmitgliedern der Münchener Gruppe IFF – Internationales Forum der Filmavantgarde.
Zwischen 1977 und 1986 war sie Fachbereichsleiterin Kulturelle Bildung der VHS Duisburg. In dieser Funktion war Haardt für das filmforum verantwortlich und von 1978 bis 1981 Leiterin der Duisburger Filmwoche.
1984 leitete sie das von ihr mitbegründete Dokumentarfilmfestival ein weiteres Mal.
Als Nachfolgerin von Karola Gramann wurde Haardt ab 1990 Leiterin der Westdeutschen Kurzfilmtage, die in jenem Jahr in Internationale Westdeutsche Kurzfilmtage und bereits ein Jahr später in Internationale Kurzfilmtage Oberhausen umbenannt wurden. Diese Position hatte sie bis 1997 inne, da ihr Vertrag nicht verlängert wurde – seitdem leitet Lars Henrik Gass das Festival. Haardt trug, indem sie den Ausbau der Retrospektiven zu Themenprogramme (z. B. 1993: „Konfrontation der Kulturen“) vorantrieb, viel zur Erneuerung des Festivals bei. Ebenso wandelte sie die „Informationstage“ in den bundesweit ersten deutschen Kurzfilmwettbewerb um und bezog ab 1993 Videobeiträge gleichberechtigt mit in die Wettbewerbsauswahl ein. Auf Einladung durch die Kurzfilmtage durfte Haardt 2004 die Retrospektive zu ihrem 50-jährigen Jubiläum („Eine andere Geschichte“) kuratieren.
In den Jahren 2000 bis 2007 folgten Lehrtätigkeiten an den Kunsthochschulen in Hamburg und Berlin.
Zurzeit (Stand 4/2024) lebt sie in Berlin.

## Filmografie
- 2008: Ein weites Feld (Drehbuch)